# 丘聚
丘聚（？年—？年），最早為明武宗內侍，“八虎”之一。

## 生平
正德元年（1506年），東廠太監王岳被殺，丘聚取代之，掌管東廠，頗恣肆，偶爾會忤逆劉瑾，調南京孝陵。正德七年（1512年），丘聚揭發了張永的指揮庫官吳紀偷銀七千餘兩。張永被免職。明世宗即位後，八虎受到打擊，御史蕭淮彈劾谷大用、丘聚等人蠱惑先帝。被發配到南京充淨軍。